# Anatomie d'un top model
Pour plus de détails, voir Fiche technique et Distribution.
Anatomie d'un top model (Gia) ou Gia, femme de rêve au Québec, est un téléfilm américain de 1998, tiré d'une histoire vraie, réalisé par Michael Cristofer.

## Synopsis
Gia Carangi, 17 ans, est employée par son père, mais se rebelle contre une autorité trop pesante. Décidée à vivre sa vie, elle le quitte pour tenter sa chance comme mannequin. Elle goûte alors aux drogues, qui lui permettent de garder une taille idéale tout en travaillant avec énergie. Héroïne, cocaïne, amphétamines, tout y passe. Gia rencontre Linda, une maquilleuse, dont elle tombe amoureuse. Toutefois sa relation avec la drogue devient quotidienne et, dans l'affolement du manque, les seringues s'échangent. Elle apprend finalement un jour qu'elle est séropositive. La maladie ne tarde pas à se déclarer.

## Fiche technique
- Titre original : Gia
- Titre français : Gia: Femme de rêve / Anatomie d'un top model (titre DVD)
- Réalisation : Michael Cristofer
- Scénario : Jay McInerney, Michael Cristofer
- Producteurs : James D. Brubaker, Tina L. Fortenberry
- Producteur associé : David R. Ginsburg, Marvin Worth
- Producteur exécutif : Ilene Kahn Power, Richard Licata
- Musique : Terence Blanchard
- Cinématographie : Rodrigo García
- Directeur de la photographie :(as Rodrigo Garcia)
- Montage : Eric A. Sears
- Directeur de casting : Libby Goldstein, Junie Lowry-Johnson
- Directeur artistique : John R. Jensen
- Décoration :  Kathy Lucas
- Styliste : Robert Turturice
- Genre : Biographie, drame, romance

## Distribution
- Angelina Jolie (VF : Brigitte Virtudes) : Gia Carangi
- Mila Kunis : Gia Carangi à 11 ans
- Faye Dunaway (VF : Annie Bertin) : Wilhelmina Cooper
- Elizabeth Mitchell (VF : Brigitte Aubry) : Linda
- Kylie Travis : Stéphanie
- Eric Michael Cole : T.J.
- Mercedes Ruehl (VF : Pascale Jacquemont) : Kathleen Carangi
- Scott Cohen (VF : Marc Saez) : Mike Mansfield
- Edmund Genest : Francesco Scavullo
- Alexander Enberg : Chris von Wangenheim
- Louis Giambalvo : Joseph Carangi
- John Considine : Bruce Cooper
- James Haven : jeune homme de  Sansom street
- Rick Batalla : Phillipe
- Brian Donovan : junkie de Shooting Gallery
- Tricia O'Neil : éditeur de  Vogue
- Sam Pancake : Francesco
- Adina Porter : une femme du groupe de thérapie
- Michael E. Rodgers : photographe
- Nick Spano : Michael
- Jason Stuart : Booker #2

## Récompenses
Golden Globes
- Angelina Jolie – Best Performance by an Actress in a Mini-Series or Motion Picture Made for Television
- Faye Dunaway – Best Performance by an Actress in a Supporting Role in a Series, Mini-Series or Motion Picture

Emmy Award
- Eric A. Sears – Outstanding Single Camera Picture Editing for a Miniseries or a Movie

Screen Actors Guild Award
- Angelina Jolie – Outstanding Performance by a Female Actor in a Television Movie or Miniseries